# 削除の復元
『削除の復元』（さくじょのふくげん）は、松本清張の短編小説。『文藝春秋』1990年1月号に『草の径』第1話として掲載された。1991年8月の『草の径』単行本化時には収録されず、独立した短編となった。

## あらすじ
小説家の畑中利雄は、北九州市の工藤徳三郎という未知の人に手紙をもらい、森鷗外『小倉日記』収録の1975年発行『鷗外全集』第35巻に付せられた後記において、明治三十三年十一月三十日の記事「旧婢元来り訪ふ」の箇所で、鷗外が上から和紙を貼って削除した「旧婢元来りていふ。始て夫婿の家に至りぬ」「夫婿は企救郡松枝村字畑の友石定太郎なり」等を引用し、友石定太郎は実際には独身を通しており、鷗外の婢・木村元はなぜ夫婿の家について鷗外に虚言を云ったのか、畑中に質問した。工藤に通りいっぺんの返信後、心残りのあった畑中は、元と友石定太郎の関係から調べ始め、福岡県の宗玄寺を訪れ、元のおばの末次はなと、元・でん姉妹の墓を見つける。すると宗玄寺の住職から手紙が来て、共同墓地の「釈正心童子」と刻された童子の墓について「近辺で一つの風説が以前から横行しております」と、秘密めいた書き方がなされていた。
畑中は私大文学部助手の白根謙吉に調査を依頼する。白根の調査中、畑中は『小倉日記』の記事で明治三十三年四月以降、あたかも鷗外と親戚づきあいのように、木村元の親族が鷗外宅を訪問しているのに着目する。調査から戻った白根は「釈正心童子」の墓碑の写真を示し「明治四十三年八月二日歿」と刻されていることに加え、墓石の裏側が剥ぎ除られたようになっており、俗名と建立者の名が故意に削られていると指摘する。
「釈正心童子」は、鷗外と元のあいだに生れた遺児なのか。白根の推測はつづく。鷗外宅から暇をとった元は、姉のでんおよび夫の久保忠造と同居した。忠造が鷗外にたいして元に嘘を云わせたのは、元と鷗外とが関係あったと睨み、でんに隠れて元を無理強いに自分のものにした忠造が、鷗外を当てこすったのだとみる。当初鷗外は気がつかず、元の言葉に乗って日記にそれを誌したが、あとで気づき、和紙貼りの抹消となった。墓の建立者の名を剥ぎ除ったりしているのは、墓の謎を作り、童子が鷗外の隠し子だという浮説を流すための細工である。久保家の菩提寺の明治三十六年十月の過去帳に、忠造の長男の久保平一が明治三十四年五月二十九日に生まれ、明治三十六年十月に三歳で没したことを見出すが、明治四十三年八月の過去帳には、忠造の届出により、久保平一を「森平一」と訂正し、かつその出生を木村元と改めたことが記されており、畑中の顔色が変わる。
「あらゆる状況を帰納しての、当然の推理です」と云う白根に対し、畑中は声を改めて反論を始める。

## エピソード
- 本作は森鷗外研究家の間に「波紋を投じ」、森鷗外記念館評議員の村岡功は「森姓を冠した幼児（＝森清。作中の「森平一」）の過去帳と墓の存在という、事実は否定できない。清張とともに「鷗外の克己心」を信じつつも、絶対的否定の態度もまた採り難い」と述べている[2]。
- 日本近代文学研究者の長谷川泉は、本作の最後の一行について「スリリングな断定という重さを、上手に避けたことになる」と評している[3]。
- 1996年2月に兵頭徳之と兵頭世紀の連名で『鷗外小倉日記・考 - その隠された真相』（私家版）が出版され、兵頭は本作の工藤徳三郎のモデルは自分であるとした。ただし兵頭は、川村正人（作中の「久保忠造」）が鷗外から事実を隠すよう強く依頼されていたと述べ、本作で述べられる説とは異なる[2]。

## 書誌情報
- 『松本清張全集 第66巻』（1996年、文藝春秋）
- 『宮部みゆき責任編集 松本清張傑作短篇コレクション』上巻（2004年、文春文庫）